# Kevin Kopelow & Heath Seifert
Kevin M. Kopelow (Los Angeles, 28 de junho de 1963)  e Heath Seifert (Los Angeles, 1968) são uma dupla americana de roteiristas e produtores de televisão. Eles escreveram e produziram All That, Kenan & Kel, e Cousins for Life para a Nickelodeon e Austin & Ally para o Disney Channel , entre outras séries; Eles também criaram as duas últimas.
Como ator, Kopelow é mais conhecido por atuar como Kevin, o gerente de palco em All That, além de aparecer como palestrante no game show Figure It Out.